# Tabaré Etcheverry
José Francisco Etcheverry Tort, más conocido como Tabaré Etcheverry o por su apodo "Pecho e' fierro" (Melo, 28 de octubre de 1945 - Montevideo, 21 de abril de 1978), fue un cantante y compositor uruguayo en el género de la proyección folclórica de la región y en especial de su país. En parte por su prematura desaparición que no le posibilitó estar presente en el período de auge del llamado canto popular uruguayo en la década de 1980, en parte por las políticas de radiodifusión de su país y en parte por otras razones, no ha tenido un reconocimiento acorde a su trayectoria y producción musical. No obstante, ha quedado inscripto en la memoria popular y posee un importante número de adeptos en el Río de la Plata.

## Biografía

### Infancia
Nació en la capital de Cerro Largo, siendo el noveno hijo de Antenor Etcheverry, trabajador rural y Adelaida Tort, ama de casa, quienes entonces residían cerca de la Posta del Chuy, antigua posta de diligencias. Cuando José tenía un año, su familia se trasladó a Melo. Siempre siguieron ligados al paraje campestre de origen, adonde viajaban con frecuencia. Melo, el paraje rural de la Posta del Chuy y en general el Departamento de Cerro Largo marcaron la personalidad de José, infundiéndolo de vivencias que posteriormente se reflejarían en sus composiciones. Al terminar la escuela se trasladó a la ciudad de Florida, donde comenzó a cursar el seminario menor Monseñor Jacinto Vera, que abandonó a los dos años para retornar a Melo.

### Comienzos artísticos
Su primer apodo fue "Pepe". En su adolescencia comenzaron a llamarlo "Pecho’e fierro" y fue recién después de grabar su primer larga duración en el que incluyó el tema "Tabaré" que comenzaron a llamarlo de ese modo. Durante su período escolar ya había tenido su primera incursión musical integrando una murga de niños y muy joven, con unos amigos, creó el conjunto "Los Pilareños", fuertemente influenciado por el folclore argentino. "Los Pilareños" trascendieron el ámbito local: llegaron a actuar en Montevideo (presentación en Canal 12) y en el sur de Brasil y cantaron en una misma velada con figuras de la talla de Eduardo Falú y Los Chalchaleros. En sus comienzos musicales Tabaré integró también el conjunto "Los Caribe", con el que se presentó en Uruguay y Brasil, cantando boleros y temas tropicales.
A los 18 años se casó con Nilza Borba y al poco tiempo nació su primera hija, Nilza. No demasiado después, el matrimonio emigró a Montevideo. Según refiere Pepe Guerra, él lo impulsó a tomar esa decisión al encontrarlo en una oportunidad en Melo -cuando Tabaré integraba Los Pilareños- invitándolo en esa ocasión a trasladarse a la capital para actuar en De Cojinillo.

### Carrera profesional
En su estadía montevideana, con el tiempo, se separó de su primera esposa, con quien tuvo tres hijas y luego se casó con Ivonne Abella, con quien llegó a tener un hijo y una hija.
En Montevideo Etcheverry alternó en un principio diversos trabajos con incursiones musicales, como solista y como integrante del Dúo Los del Ceibal, hasta que fue haciéndose conocido y logrando un lugar como solista. Comenzó a presentarse entonces cada vez con mayor frecuencia en vinerías, peñas y otros escenarios. Compartió actuaciones con la mayor parte de los cantores populares uruguayos de la época: Los Olimareños, Eustaquio Sosa, José Carbajal, Pancho Viera, Héctor Numa Moraes y Los Zucará, entre otros. Con Alfredo Zitarrosa coincidió en un festival organizado por la asociación de funcionarios de Canal 5 en 1968. 
A finales de la década del 60, Tabaré grabó su primer disco, con cuatro canciones dedicadas a José Artigas, una de las cuales, "1815", compuesta por Julián Murguía, se la disputó a Zitarrosa que la quería para su repertorio.
Luego de ese disco se sucedieron algunos L. P., en los que incluyó numerosos temas de su autoría. 
En 1971 emigró a Buenos Aires para probar suerte. En Buenos Aires se veía con el payador uruguayo Carlos Molina, el poeta Julián Centeya y el cantor de tangos Roberto Goyeneche. A finales de 1972 edita "Crónica de hombres libres" el cual contó con textos recitados por el actor de la Comedia Nacional, Alberto Candeau. El disco relataba las gestas revolucionarias desde el desembarco de los Treinta y Tres Orientales en 1825 hasta el último levantamiento revolucionario en 1935 liderada por Basilio Muñoz contra la dictadura de Gabriel Terra. A pesar de que el disco no tenía alusiones directas a los regímenes políticos de ese momento, el mismo fue censurado, pudiendo editarse recién en 1984.
Profesionalmente no le fue demasiado bien en la capital argentina y además extrañaba a su país, por lo que en 1973 regresó a Uruguay, donde los militares ya habían dado el golpe de Estado.

### Sombras y luces
En vida de Tabaré Etcheverry, en sus últimos años, se corrieron rumores acerca de una supuesta ambigüedad política suya por la que se le atribuía actuar públicamente como un hombre de izquierda y subterráneamente colaborar con la dictadura militar. Al parecer nadie ha confirmado la veracidad de esos rumores. De modo documentado, solamente el escritor y músico Coriún Aharonián le reprocha haber cantado para el "Año de la Orientalidad", promovido por el gobierno de facto. En contrapartida, el periodista Guillermo Pellegrino, autor de su más completa reseña biográfica, refiere como “infundadas” a esas versiones y afirma que Tabaré, quien fue detenido en varias ocasiones por su condición política, estuvo “muy dolido” al enterarse de las mismas. En la misma línea, Carlos Cresci, periodista, escritor y humorista ligado al Canto Popular, califica a los rumores como “…infamias…”…”solo palabras temerarias, monedas falsas que pasaron de mano en mano y que el tiempo se encargó de destruir”.
Aquejado por un cáncer, muere en Montevideo el 21 de abril de 1978.

## Su obra
Dotado de una voz exuberante, con un particular dominio, timbre, amplio registro y extraordinarios recursos interpretativos (vibrato, quiebres, falsetes), cantaba transmitiendo intensamente fuerza, energía y emoción. 
Su emblemático tema "Tabaré", que todos asocian inmediatamente a él, es ampliamente conocido por todos los actores del Canto Popular Uruguayo, pero casi ninguno lo ha grabado. Es que la interpretación de Etcheverry requiere tal caudal vocal y está tan asociado a su personal modo de cantar el estribillo, que resulta difícil imaginar una versión alternativa que resista la comparación. Algo parecido ocurre con "Ecos para un lamento", tema en el que usa las palabras imitando la repetición del sonido de los ecos. La canción "De poncho blanco" es uno de los himnos del Canto Popular. Entre otras, han resaltado también en su obra "El pulguita", "Esta noche", "Pueblito Sequeira", "Por ser tan pocos", "El mulitero" y "Cuzco rabón", en la que se luce recitando.
Las temáticas de sus canciones son variadas. Abordó temas de contenido político e histórico: algunos encuadrados en una postura militante de izquierda, a veces radical, y otros ligados a la historia del Partido Nacional (o Blanco). Frecuentó poco la veta romántica. Le cantó sobre todo al medio rural y a la ciudad describiendo paisajes y personajes. Abordó ritmos tradicionales de Uruguay y a veces incursionó en otros ritmos de la región, como la zamba. La mayor parte de su repertorio constó de composiciones propias, muchas de ellas con letras del poeta Julián Murguía, quien solía firmar con el seudónimo de "Martín Ardúa".
Se acompañaba generalmente solo con su guitarra, rítmicamente y en contadas ocasiones incluía punteos elementales. Ejecutaba la guitarra sin alardes pero con expresividad; en una oportunidad comenzó a tomar algunas clases con Atilio Rapat pero prontamente las abandonó. 
Etcheverry no editó demasiado comercialmente y algunos de los temas que legó son fruto de grabaciones precarias desde el punto de vista técnico.

## Homenajes
Varios cantantes han interpretado temas de Etcheverry. Algunos desde las vertientes más tradicionales del Canto Popular Uruguayo, como el carnavalero “Canario” Luna. Otros desde vertientes diferentes, como los grupos roqueros Herrumbre, o Bari. Uno de sus temas, “Tabaré”, fue sampleado y remixado con música electrónica por el joven músico argentino Mäuss.
El dúo oriental conformado por Washington Carrasco y Cristina Fernández le dedicó el tema "A Tabaré Etcheverry", también interpretado por Heber Rodríguez. Manuel Capella, con un recitado introductorio de "Pepe" Guerra le canta su composición "Milonga del alma de Tabaré". En 1998 el Grupo Maciegas lo menciona junto a otros autores y cantores desaparecidos en su tema “Homenaje”. Una banda de rock uruguaya originaria del departamento de San José, resolvió llamarse "Pecho e' Fierro" e interpreta una canción con ese mismo nombre. El grupo oriental de rock heavy metal Cuchilla Grande graba en el 2003 el tema "Pa’ pecho’e fierro". Su amigo, el poeta melense Julio César Guerra, del cual Tabaré llegó a musicalizar y cantar algunas de sus creaciones, publicó en la revista Hipérbaton su poesía "Reencuentro con José Francisco (Tabaré) Etcheverry".
En la ciudad uruguaya de San José hay una calle designada en su honor como “Tabaré Etcheverry” y en Melo, su ciudad natal, lleva su nombre una avenida en la que hay un busto suyo. Cuando Melo cumplió 200 años en 1995, Tabaré fue uno de los cuatro homenajeados en la noche central de los festejos.

## Discografía

### Solista
- Él es uno de nosotros - Tabaré Etcheverry le canta a José Artigas (RCA 31UZ-1030. Vik mono. Dos discos simples con dos temas cada uno. 1969.)
- Tabaré (Primer LP, en el que incluyó "Tabaré". Editado posiblemente a finales de la década de 1960.)
- Tabaré Etcheverry (Macondo GAM 549. No figura año. Aparentemente es la reedición del primer LP)
- Tabaré Etcheverry interpreta a Tabaré Etcheverry (Macondo GAM 559. 1972)
- La obra bienvenida (RCA LPUS-001. 1973)
- Romance de las cachimbas / Balada del cüije (simple. RCA Vik 31UZ-005. 1974)
- Un chasque de amor (RCA LPUS-003. 1974)
- Los inmigrantes
- Crónica de hombres libres (LP grabado en 1972 en Buenos Aires con recitados de Alberto Candeau, fue prohibido inmediatamente y luego se reeditó.)
- Cuando se piensa volver (Macondo GAM 606. 1976)

### Colectivos
- Folklore oriental (junto a Washington Carrasco, Víctor Pedemonte y Eustaquio Sosa. Macondo GAM 607. 1976)
- Las voces del folklore (junto a Carlos Bruno, Perla Bernardo, Washington Carrasco, Víctor Pedemonte y Alfredo Zitarrosa. Macondo GAM 635)
- Canto nuestro (junto a Washington y Carlos Benavides, Los Eduardos, Universo, Julio Mora, Los Hacheros, Santiago Chalar, Carlos María Fosatti y Los Peyru. Sondor 44066. 1977)

### Reediciones y recopilaciones
- Por ser pocos (reedición argentina del primer LP Pincén S.P.D. 22.802)
- Por siempre Tabaré (Macondo GAM 689. 1979)
- Antología vol. 1 (Sondor 44250 y 84250. 1983)
- Antología vol. 2 (Sondor 84309. 1983)
- Antología vol. 3 (Sondor 84349. 1984)
- "Él es uno de nosotros" (Canto a José Artigas y otros temas) (RCA MC 1149. 1984)
- Crónica de hombres libres (junto a Alberto Candeau. Sondor 44374 y 84374. 1984)
- Antología vol. 4 (Sondor 84393. 1985)
- Antología vol. 5 (Sondor 4.880-4. 1987)
- Antología vol. 6 (Sondor 84520. 1988)
- Antología vol. 7 (Sondor 4.880-4)(1994)
- Lo mejor de Tabaré Etcheverry (Sondor 4894-2. 1994)
- Crónica de hombres libres (junto a Alberto Candeau. Sondor 4.374-2. 1997)
- Antología vol. 1 (Sondor 4.250-2. 2000)